# Macrostomum hystrix
Macrostomum hystrix là một loài giun dẹp thuộc họ Macrostomidae.

## Đặc điểm
Đây là một loài giun dẹp lưỡng tính, tự giao phối với đầu của mình khi không thể tìm được bạn tình, bằng cách tự tiêm tinh trùng vào phần phía trước của cơ thể, kể cả đầu để sinh sản, được gọi là thụ tinh dưới da.
Thông thường, chúng sinh sản thông qua giao phối giữa 2 cá thể, trong đó, một con giun dẹp sẽ dùng dương vật là phần que thăm nhô ra ngoài, sắc nhọn như cây kim để đâm xuyên và bơm tinh trùng vào lớp màng ngoài cơ thể của bạn tình. Macrostomum hystrix phát triển cơ chế thụ tinh dị thường. Quá trình này được các nhà khoa học mô tả là sự thụ tinh gây chấn thương. Tuy nhiên, khi không thể tìm được bạn tình để giao phối, giun dẹp Macrostomum hystrix tự thụ tinh bằng cách dùng dương vật bơm vào đầu của mình. Những con giun được cho sống theo bầy đàn chứa nhiều tinh trùng hơn ở phần đuôi.